# آی‌ان‌سی. هند (مجله)
آی‌ان‌سی. هند (به انگلیسی: Inc. India) یک مجلۀ تجاری ماهانه است که توسط ۹٫۹ مدیا منتشر می‌شود. مجله‌ای در نسخۀ هندی مجلۀ محبوب آی‌ان‌سی. ایالات متحدۀ آمریکا، که بر کارآفرینی و رشد تمرکز دارد. این مجله ادعا می‌کند که به عنوان یک پایگاه منابع برای شرکت‌های کوچک و متوسط هندی که به سرعت در حال رشد هستند، عمل می‌کند. نسخۀ الکترونیکی آی‌ان‌سی. هند در فوریۀ ۲۰۰۹ میلادی و نسخۀ چاپی آن در اکتبر همان سال منتشر شد.